# Gaspar (Brasil)
Gaspar es un municipio brasileño del estado de Santa Catarina, en la región sur. Está ubicada en la región del Vale do Itajaí, entre Blumenau e Itajaí. Su población en el 2019 es de 69 639 habitantes, según estimaciones del IBGE.
La ciudad cobra gran protagonismo con la ruta del agua, debido a la gran cantidad de parques acuáticos. El primer parque fundado en la región fue el Parque Acuático Cascata Carolina. En verano, la ciudad recibe a más de 300 000 turistas, incluidos extranjeros.
Las principales actividades económicas del municipio son la industria, el comercio y la agricultura, con énfasis en el cultivo del arroz y la industria textil.

## Historia
La colonización de la región donde hoy se encuentra el municipio se inició con la llegada de los Xoclengues y Caingangues que buscaban un lugar seguro de los cazadores de indígenas, los llamados bugreiros. Estos indígenas fueron exterminados durante los siglos siglo XVII y siglo XIX.
En ese período también hubo la llegada de nuevos pobladores, que se instalaron en la Región del Valle Medio de Itajaí, donde había un constante temor a los ataques de la silvicultura. Hay registros de autores de la época, como Augusto Zitlow, que confirman la caza de indígenas por bugreiros, financiada por los colonos,.
Los vicentinos, hombres de la Capitanía de São Vicente, que desembarcaron en las márgenes del río Itajaí en busca de oro, indígenas y riquezas, fueron sucedidos por los azorianos que, según versiones, llegaron a la costa de Santa Catarina con el intención de efectuar la posesión de la Corona portuguesa de estas tierras que eran codiciadas por los españoles.
Con los europeos se empezó a formar la base económica y poblacional de la ciudad. La colonización italiana, muy fuerte en la cultura de la ciudad, fue propiciada por el hecho de que Italia estaba saturada de mano de obra, al igual que Austria, Suiza y Alemania, que siempre acogieron la mano de obra ociosa de ese país. La solución pasó a ser la migración a Santa Catarina, que ya era el destino de miles de italianos.
Los “esclavistas” que eran los agentes de inmigración, vendieron una imagen falsa de lo que era América en Europa, omitiendo y tergiversando la verdad. La vida en las colonias del sur de Brasil era dura y dolorosa. Los italianos encontraron la tierra muy extraña y diferente de su tierra natal.
Con el paso de los años, los lotes aumentaron de valor, lo que generó una gran disputa por la tierra en las cercanías del río Itajaí-Açu, tornando poderosos a sus propietarios.
Tras establecerse, en el siglo XX, los inmigrantes comenzaron a sembrar arroz de regadío, que sigue siendo uno de los productos más destacados en la economía del municipio.
Con la llegada de inmigrantes alemanes, tiroleses, polacos y rusos, se inició de manera amplia el cultivo de frijol, maíz, yuca, taiá, papa, calabaza, legumbres y maní.
Años más tarde, en 1880, las parroquias de São Paulo, Apóstol de Blumenau y São Pedro, Apóstol de Gaspar (pertenecientes hasta entonces al municipio de Itajaí) pasaron a formar un municipio, llamado Blumenau. En esa fecha, el número de habitantes del entonces municipio, con 11 mil kilómetros cuadrados, era de 16 308 personas. Había 3000 viviendas, 255 ingenios azucareros, 152 molinos harineros de yuca, seis desgranadoras de arroz, 29 molinos de harina de maíz, fábricas de alfarería y telas de barro, aserraderos, alfarerías, cervecerías, vino y vinagre, panaderías, carnicerías, entre otros.
Durante los 54 años que siguieron, Gaspar fue un distrito de Blumenau, por lo que recaudó impuestos, los cuales fueron devueltos en forma de servicios a la comunidad, sin embargo, según se informó en la época, dichos servicios eran de mala calidad y muy precarios..
En 1870 ya se habían establecido unos lotes urbanos en la zona que ahora se conoce como el centro del municipio. El comercio comenzó a impulsar el crecimiento del distrito, pero recién el 18 de marzo de 1934 se logró la emancipación, convirtiéndose Leopoldo Schramm en el primer alcalde.

## Geografía
Gaspar tiene una superficie de 386,35 km², de los cuales 40 km² son zona urbana y 346,35 km² son zona rural.
Se encuentra en la latitud 26°55'53" sur, longitud 48°57'32" oeste. La altitud media del municipio es de 18 metros, su territorio está compuesto por llanuras ubicadas cerca del río Itajaí-Açu y montañas ubicadas en los extremos Norte y Sur.
El punto más alto del municipio es el Morro do Cachorro, ubicado en el límite con Blumenau y Luis Alves, con 857 metros sobre el nivel del mar.

## Clima
Su clima es considerado subtropical, con veranos calurosos. Los inviernos son fríos, pero rara vez alcanzan los 0 grados. Durante los períodos de otoño y primavera los días pueden variar mucho entre fríos, templados y cálidos. Hay pocas ocasiones de temperaturas negativas, pero solo en los extremos de la ciudad, que son los barrios más altos.

## División territorial
Hay veintiún barrios en Gaspar:
- Alto Gasparinho
- Arraial Do Ouro
- Barracão
- Bateias
- Bela Vista
- Belchior
- Belchior Baixo
- Belchior Central
- Centro
- Coloninha
- Figueira
- Gaspar Grande
- Gasparinho
- Gaspar Alto
- Gaspar Mirim
- Lagoa
- Margem Esquerda
- Macucos
- Poço Grande
- Santa Terezinha
- Sete de Setembro

## Infraestructura
Hasta principios de la década de 1970, Gaspar era atravesado por los rieles de la Estrada de Ferro Santa Catarina (EFSC), por donde pasaban trenes de carga y de pasajeros. Aun así, la ciudad contaba con Viação Gaertner, que realizaba viajes y giras.
En 1973, Viação Verde Vale recibió autorización para explorar el transporte público municipal, sin licitación alguna. En 1999, la empresa ganó la concesión por otros 20 años, nuevamente sin licitación. Sin embargo, como considera ilegal la prórroga a favor de Viação Verde Vale, el poder judicial de Santa Catarina ordena la apertura de un proceso de licitación para la operación del servicio de transporte público.
La competencia está abierta y Viação Verde Vale no tiene éxito. En octubre de 2002, después de casi 30 años de monopolio, se crea Auto Viação Do Vale. Se implementa el nuevo sistema de transporte público, incluyendo la creación de la primera terminal urbana del municipio. Esta terminal fue temporal, creada a toda prisa para el nuevo sistema de transporte.
En 2005 se inaugura el Terminal Urbano Concejal Norberto Willy Schossland (sistema integrado), al que también se traslada el Terminal de Ómnibus Gaspar. Las antiguas terminales, urbanas y de carretera, quedan desactivadas.
Hoy, Viação Verde Vale continúa operando líneas interurbanas, conectando Gaspar, Blumenau, Ilhota y Baú, también en Ilhota.
Actualmente, Auto Viação Caturani tiene una flota de 24 autobuses, mientras que Viação Verde Vale tiene 22 vehículos urbanos.